# Акуавива Пичена
Акуавѝва Пичѐна (на италиански: Acquaviva Picena) е малко градче и община в Централна Италия, провинция Асколи Пичено, регион Марке. Разположено е на 359 m надморска височина. Населението на общината е 3848 души (към 2011 г.).